# Вірджинія Дейр
Вірджи́нія Дейр (англ. Virginia Dare; 18 серпня 1587, Роанок — ?) — перша англійська дитина, яка народилась у Новому Світі[≡]. Батьки Вірджинії Ананіяс і Елеонора входили до складу групи чисельністю 121 особа, які на кораблях вирушили до Північної Америки щоб заснувати там англійську колонію Роанок. Керівником групи був Джон Вайт, дід Вірджинії. Одразу після народження внучки він повернувся в Англію за продовольством, а коли знову приплив до Америки через 3 роки, то знайшов колонію спорожнілою. Вчені досі не змогли пояснити це зникнення, хоча й висували безліч припущень і теорій [⇨].
З плином часу Дейр стала фольклорним персонажем у США, а історія її життя і зникнення лягла в основу сюжетів американських книг і фільмів. У ранніх адаптаціях творці зазвичай дотримувалися поширеної колись думки, що Вірджинію та інших колоністів убили або поневолили індіанці з племені кроатан. Зі зростанням популярності фантастики історія колонії стала основою для творів подібного жанру, де зникнення пов'язане з появою НЛО або магією індіанців[⇨].
Вірджинія не була першою «не індіанською» дитиною в Новому Світі. Таким вважають Сноррі Торфіннссона, який народився у Вінланді між 1004 і 1013 роками, сина Торфінна Карлсефні.

## Народження

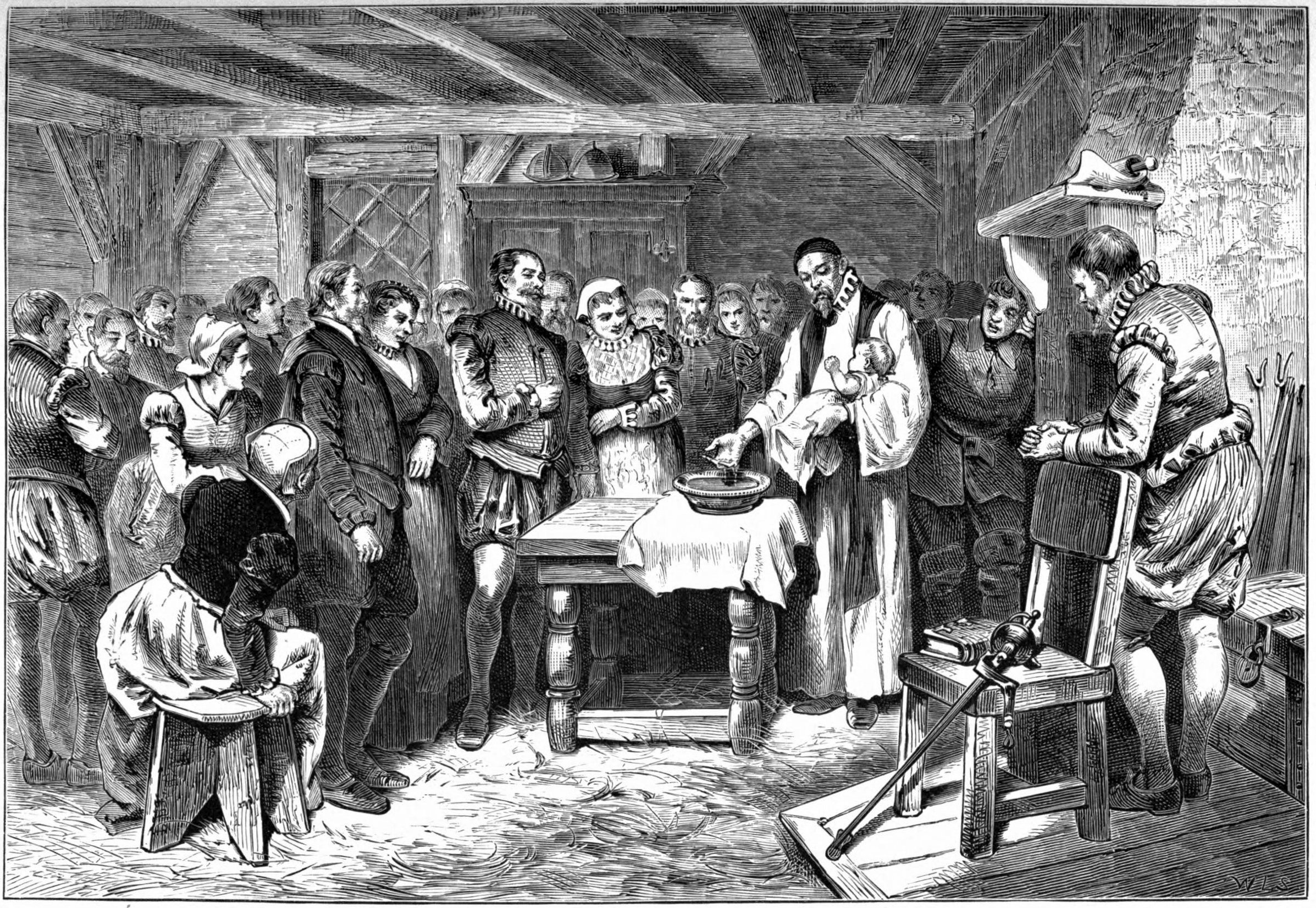
Хрещення Вірджинії Дейр, ілюстрація 1876 року.

Батько Вірджинії, Ананіяс, був лондонським каменярем. Він одружився з Елеонорою Вайт, донькою мореплавця і художника Джона Вайта. Історик Лі Міллер у своїй книзі Roanoke: Solving the Mystery of the Lost Colony висловила припущення, що подружня пара, як і інші колоністи, хотіла залишити Англію з релігійних причин і тому зважилася вирушити в плавання попри те, що Елеонора перебувала на останніх місяцях вагітності.
Англійці досягли берегів Північної Америки 22 липня 1587 року. Вони не були першими колоністами: до них у 1585 році в Роанок вже припливла команда з 75 чоловіків, які згодом через нестачу продовольства повернулися до Англії. В Америці залишилися лише 15 з них. Друга група колоністів, у яку входили й Дейри, не змогла виявити їх, як і будь-які сліди їх перебування, крім одного скелета.
Місцевість, у якій поселилися колоністи, назвали Вірджинією («незаймана»). Елеонора народила 18 серпня 1587 року. Дівчинку назвали Вірджинією, оскільки вона була першою англійською дитиною, що народилася в однойменній місцевості[≡].

## Зникнення

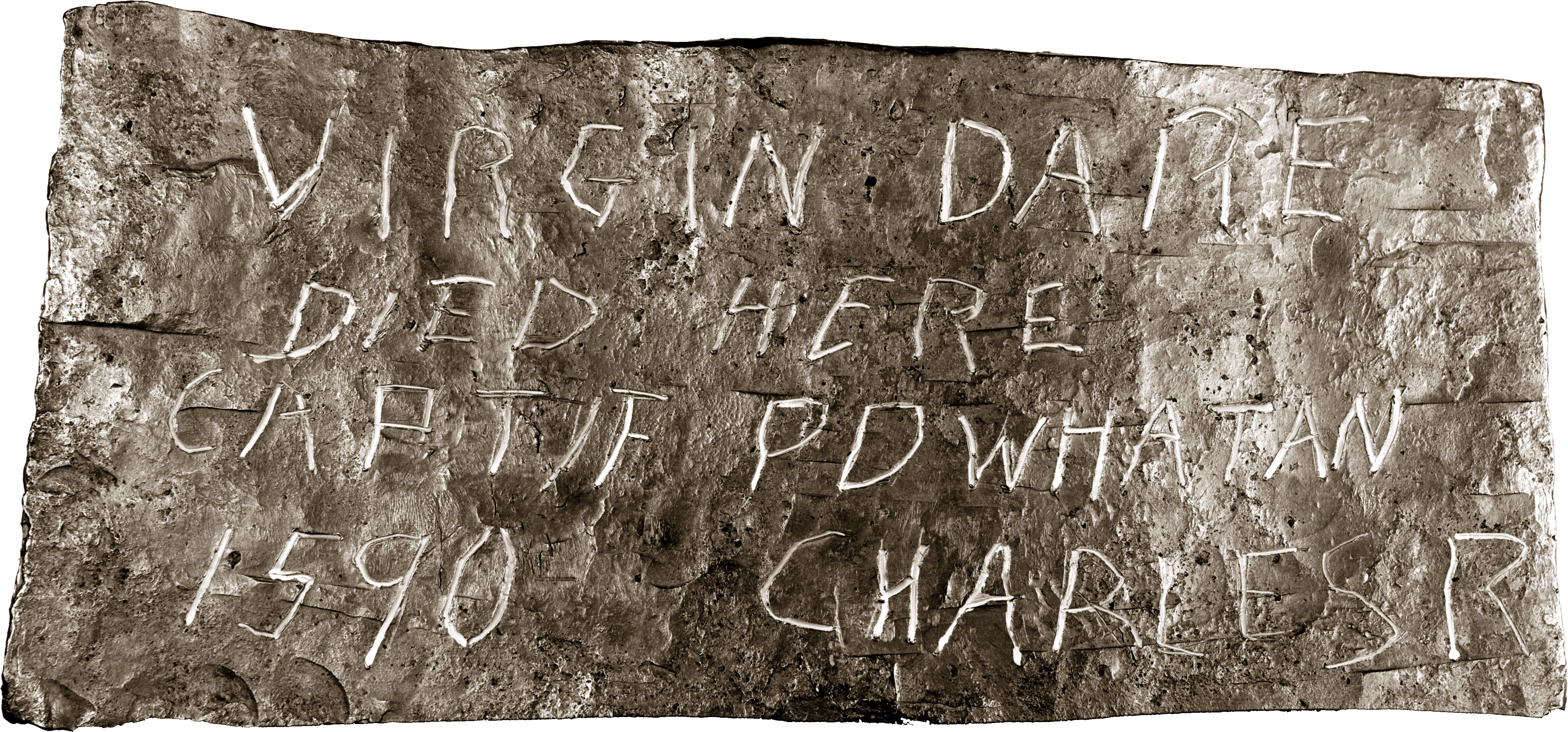
Один з каменів, нібито знайдених у Північній Кароліні. На ньому написано, що Вірджинія загинула в 1590 році.

Про життя Вірджинії в колонії відомо вкрай мало, оскільки її дід поплив за продовольством в Англію практично відразу після її народження. Оскільки більшість суден були використані для опору іспанському флоту «Непереможна армада», Вайту вдалося повернутися в Новий Світ лише через 3 роки. Він приплив до Америки 18 серпня 1590 року на триріччя внучки, і виявив, що вся колонія спорожніла.
Єдиною зачіпкою, здатною пролити світло на зникнення, виявився напис Croatoan на дереві. Зображення хреста, яким за домовленістю позначають небезпеку, при цьому було відсутнє. Кроатан — це індіанське плем'я, яке проживало поруч з колонією на однойменному острові (нині острів має назву Хаттерас). З цього Вайт зробив висновок, що колоністи вирішили переселитися на названий острів. Однак на морі здійнявся шторм і Вайт не зміг дістатися до Кроатана, після чого був змушений повернутися в Англію.
Історики висунули багато припущень щодо зникнення колоністів. Так, існує версія, що кроатан поступово почали все більш вороже ставитися до вихідців з Англії і в підсумку вбили їх. Інші припускають, що колоністи були вбиті або вивезені іспанцями, або самі вирішили повернутися до Старого Світу і затонули. Також існує припущення, що колоністи увійшли в контакт з корінним населенням і асимілювалися з ним, через що їх потім і не знайшли мандрівники.
1937 року на території колишнього Роанока (нині штат США Північна Кароліна) нібито знайдено камені з написами, що задокументували життя колонії. Згідно з одним із таких написів, Вірджинію поневолили корінні американці з племені поухатани і вона померла 1590 року, тобто у віці двох-трьох років. Думки істориків щодо цієї знахідки розділилися: хоча деякі вважали, що камені справжні, більшість вчених зійшлися на тому, що це фальсифікація.

## Пам'ять

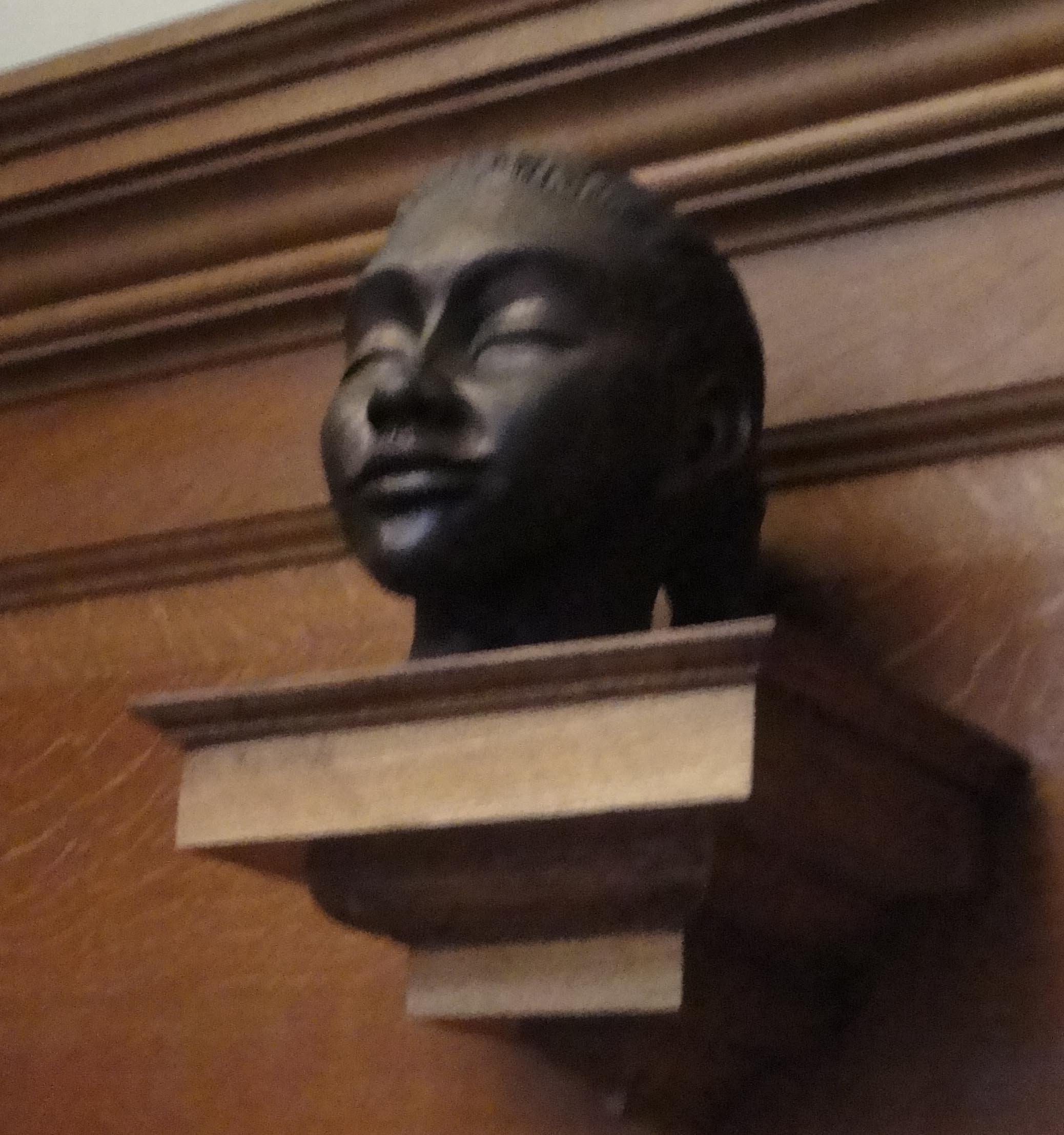
Меморіал Вірджинії в церкві, де вінчалися її батьки

У США Вірджинія стала фольклорним персонажем. У статті 2000 року журналіст Рональд Паттерсон зазначив, що для багатьох жителів Північної Кароліни Вірджинія стала символом невинності, чистоти і хоробрості. Її образ використовували діячі фемінізму. Водночас для американських расистів ім'я Вірджинії стало символом переваги білої раси. Так, 1920 року, під час обговорення в Північній Кароліні можливості надання виборчого права чорношкірим група, яка протидіяла цьому, заявила: «Ми повинні зберегти Північну Кароліну білою заради Вірджинії Дейр». Іменем Вірджинії названий ультраправий націоналістичний сайт VDARE, який виступає проти імміграції в США.
1937 року з нагоди 350-річчя від дня народження Вірджинії в США випустили марку, присвячену її пам'яті. У лондонській церкві, де вінчалися батьки Вірджинії, встановлений її бронзовий бюст. Також пам'ятник Вірджинії встановлений на острові Роанок.
У Північній Кароліні багато місць і населених пунктів названі на честь Вірджинії. До них належать округ Дейр. Її часто розглядають як своєрідну «пам'ятку», що приваблює туристів.

### У культурі
Образ Вірджинії Дейр знайшов відгук у літературі. У 1840 році вийшла книга Virginia Dare, or the Colony of Roanoke письменниці Корнелії Тут Хілл, де Вірджинія була провідним персонажем. У романі Шеклефорда Virginia Dare: A Romance of the Sixteenth Century Дейр стала жити разом з індіанцями і дружила з Покахонтас. 1901 року Саллі Коттен написала на основі життя Дейр казкову історію The White Doe: The Fate of Virginia Dare. У цій книзі у Вірджинію закохується індіанський шаман, але вона відхиляє його пропозицію про весілля. Тоді маг перетворює її на оленя. Індіанський воїн, в якого вона закохана, не знаючи про це, вистрілює в неї. Перед смертю до Вірджинії на кілька хвилин повертається людська подобу. Ця історія згодом прижилася в американському фольклорі.
У романі 1930 року «The Daughter of the Blood» Вірджинія опинилася в любовному трикутнику з Покахонтас і Джоном Смітом.
Починаючи з середини XX століття, історію колонії покладено в основу фантастичних романів. У романі Філіпа Хосе Фармера «Дейр» Вірджинію та інших колоністів викрали інопланетяни і доставили на планету Дейр. Вірджинія з'являється в серії романів Kingdom of the Serpent письменника Марка Чадборна, де її викрали разом з іншими колоністами і залишили в країні всіх міфів і легенд. Крім того, Дейр є персонажем фантастичного роману The Briar King Грегорі Кіза.
У фільмі жахів 2007 року «Зникла колонія» подано фантастичну версію зникнення колоністів. За сюжетом, Вірджинія була єдиною, хто вижив з них.